# 拉基亞

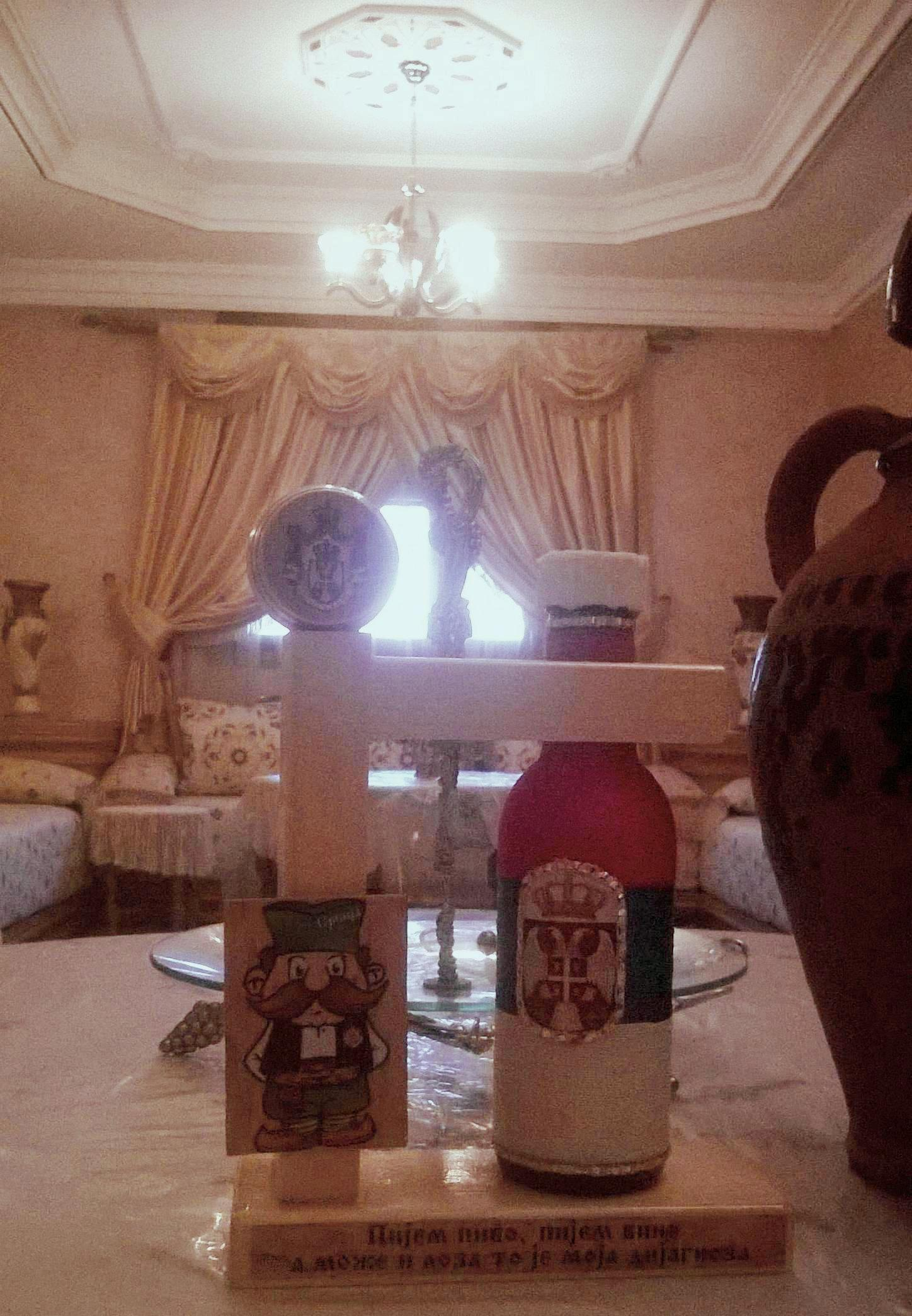
作為塞爾維亞的國民飲料，特殊瓶裝的拉基亞

拉基亞是一種由經過發酵的果實生產的蒸餾酒，主要生產在巴爾幹半島諸國。
拉基亞一般酒精度數在40%左右，但個人生產的拉基亞有時度數會達到50%或60%左右。
拉基亞這個名稱來自於土耳其蒸餾酒拉克酒，但拉基亞已發展為和拉克酒不同的飲料。

## 外部連結
- 在塞尔维亚的Rakia作为特殊的饮料，作为国家饮料，作为一种遗产。 （页面存档备份，存于）